# Kārempūdi
Kārempūdi är en ort i Indien.   Den ligger i distriktet Guntūr och delstaten Andhra Pradesh, i den södra delen av landet, 1 400 km söder om huvudstaden New Delhi. Kārempūdi ligger 147 meter över havet och antalet invånare är 107 500.
Terrängen runt Kārempūdi är platt åt nordost, men åt sydväst är den kuperad. Terrängen runt Kārempūdi sluttar norrut. Runt Kārempūdi är det ganska tätbefolkat, med 199 invånare per kvadratkilometer. Kārempūdi är det största samhället i trakten. Trakten runt Kārempūdi består till största delen av jordbruksmark.